# Comarca del Ribeiro
La comarca del Ribeiro[cita requerida] (en gallego y oficialmente: O Ribeiro) es una comarca gallega de la provincia de Orense, con capital en el municipio de Ribadavia. 

## Municipios
Pertenecen a ella los municipios de:
- Arnoya
- Avión
- Beade
- Carballeda de Avia
- Castrelo de Miño
- Cenlle
- Cortegada
- Leiro
- Melón
- Ribadavia